# راشيونال سينرجي (لغة برمجة)
التازر العقلاني هي أداة برمجية توفر إمكانيات إدارة تكوين البرامج (SCM) لجميع الأعمال الفنية المتعلقة بتطوير البرمجيات بما في ذلك شفرة المصدر والوثائق والصور وكذلك البرامج التنفيذية القابلة للتنفيذ النهائية والمكتبات. يوفر التازر العقلاني أيضًا مستودع لأداة إدارة التغيير المعروفة باسم Rational Change. تشكل هاتان الأداتان معًا إدارة متكاملة للتهيئة وبيئة إدارة التغيير التي يتم استخدامها في مؤسسات تطوير البرامج التي تحتاج إلى عمليات SCM يتم التحكم فيها وفهم ما يوجد في إنشاء برامجهم.
يشير الاسم التآزر إلى تكامل مستوى قاعدة البيانات الخاص به مع إدارة التغيير الذي يوفر طرق عرض لما هو في بنية من حيث العيوب.

## التاريخ
بدأت شركة التآزر الحياة في عام 1988 كمشروع بحثي لهندسة البرمجيات بمساعدة الكمبيوتر من قبل مطور البرامج Pete Orelup في Computers West of Irvine ، كاليفورنيا. كانت Computers West تدعم نفسها من خلال تطوير برامج العقود والتطبيق للتمويل والتأمين لدى وكلاء السيارات على Pick OS ، وربما كان لديها أقل من 10 موظفين.
في عام 1989، قررت الشركة متابعة تطوير منتج لإدارة ضبط البرامج والتحكم في المراجعة، وأعيد تسميتها باسم CaseWare، Inc. وظفت ثلاثة مطورين آخرين، Alan Wright و Kris Meissner و Greg Holmberg. تم إعادة تخيل النظام كمنصة لبناء أنظمة SCM التي تعمل على نظام Unix (Sun Solaris).
تقرر أن لغة مترجمة مثل C ++ لم تكن مرنة وموثوقة ومثمرة بما فيه الكفاية، وبالتالي تم إنشاء لغة برمجة جديدة، لهجة. تتميز سيارة Accent بالعديد من الميزات المشابهة لـ Java ، ولكن قبلها بخمس سنوات. يحتوي على مترجم يجمع بين رموز بايت مستقلة عن الآلة، وبيئة تنفيذ الجهاز الافتراضية مع إدارة ذاكرة تلقائية. باستثناء بيئة برنامج التحويل البرمجي والتنفيذ، تمت كتابة منتج Amplify Control بأكمله بلغة اللكنة، بما في ذلك بنية خادم عميل قابلة للتطوير وشبكة واستخدام قاعدة بيانات SQL مع مخطط مرن بدرجة كافية للسماح بتوسيع بيانات العميل المضمنة أنواع في لهجة دون تغييرات على المخطط الفعلي.
تضمنت CaseWare Amplify Control أيضًا نظام التشغيل الآلي للبناء الموزع ونظام التكامل المستمر، مثل أدوات Maven و Hudson الحالية. تم إصداره لأول مرة في عام 1990. في وقت لاحق تم بناء نظام تتبع الأخطاء أيضًا على المنصة.
كانت الشركة ناجحة إلى حد ما، لكنها تفتقر إلى القيادة ذات الخبرة وبدأت تفقد حصتها في السوق إلى ClearCase. في عام 1991، كانت الشركة قد تحطمت تقريبًا وانطلق المطورون الأصليون بشكل جماعي. تم جلب مدير تنفيذي جديد، جون وارك، وتم إعادة إطلاق الشركة، على الرغم من عدم وجود مطورين. تم إعادة تسمية كل من CaseWare و Amplify Control إلى Continuus Software في عام 1993.
بحلول عام 1997، كانت Continuus تقترب من 100 مليون في الإيرادات وتوسعت في أوروبا، في نهاية المطاف افتتحت مكتب مكتب للمساعدة في أيرلندا بهدف توفير دعم 24 × 7 في النهاية لـ Fortune 500. واعتبرت خط منتجات Rational Clearcase منافسًا لها في السوق الهندسية والعلمية وبلاتيني هارفست كمنافس لها في وول ستريت. لقد بدأت في توظيف أفراد CM كمهندسين مبيعات من قاعدة عملائها في هذه المرحلة من عملاء مثل Lockheed Martin و Texas Instruments و Motorola و Novell و Northrop Grumman و Libery Mutual و Lexmark.
كانت المخاوف بشأن علة Y2K دافعًا مربحًا للعملاء لشراء منتجات SCM مثل Continuus في هذه المرحلة. المؤسسات الأصغر حجماً التي أصبحت كبيرة جدًا بالنسبة لـ Visual Sourcesafe و PVCS تتطلع إلى «الصعود» لأنها «حصلت على دين» بعد أن أدركت أنها تفتقد إلى الكود أو تدوس على تغييرات بعضها البعض أو لا تملك ما يكفي من سير العمل لتكون قادرة على العمل بسلاسة. إحدى نقاط البيع الرئيسية لشركة Continuus في هذا الوقت كانت CM Based Task ، وهو التخصيص الذي طلبه أحد العملاء الرئيسيين (Tandem Computer) والذي دخلوه في المنتج الرئيسي. تحول هذا إلى نقطة بيع رئيسية على Rational Clearcase والتي لا تزال بحاجة إلى عمل الخدمات المهنية الإضافية الإضافية للتكيف مع سير العمل ومنهجية العميل. وفي هذه المرحلة أيضًا، تم شراء Platinum بواسطة Computer Associates ، وفي النهاية عانى مصير جميع / معظم عمليات الاستحواذ CA حيث تم ترك البرنامج للتعفن بينما تم رفع تكاليف الصيانة الخاصة به.
حاول Continuus مع نجاح مختلط القفز على.COM bandwagen كذلك. خلال هذه الفترة مع وارك كرئيس تنفيذي، بحث بيل فيلبين كنائب رئيس الهندسة في جعل الأمور تعمل تحت Tomcat باستخدام servlets ونسخة «خفيفة» من عملية الوسيطة التي كانت تعرف باسم «عملية المحرك». أصبح هذا في النهاية جزءًا من مجموعة المنتجات التي أعادت شركة Philbin تسميتها CM / التآزر و PT / التآزر. تم البحث عن عمليات تكامل أخرى مثيرة للاهتمام مع Continuus في أجنحة المطور لإغراء العميل المحتمل. بعد الحصول على Continuus لتشغيل قاعدة بيانات Informix وعمليات الخادم على Windows Server ، تمت إضافة تكامل مع Visual Studio لجعل Continuus يشبه Visual Sourcesafe إلى IDE. في الوقت الذي كان فيه لا يزال لدى Powerbuilder حصة سوقية كبيرة على Visual Basic ، لذا أصبح أيضًا هدفًا. نتيجة لذلك، اشترت والت ديزني المنتج حيث عالجت مشاكل عام 2000. أصبحت شبكة الإنترنت الأمريكية (USi) «أكبر معاملة فردية» في أوائل عام 1999، وقد عزز هذا إلى حد كبير الاكتتاب العام المتوقع. تضمنت أسماء.COM الأخرى التي اشترت Continuus في هذه المرحلة ValueAmerica (مصدر إلهام لكتاب "Dot Bomb") و Portal Software. من بين الشركات الأخرى التي كانت عملاء في هذه المرحلة Remedy (برنامج مكتب المساعدة)، و Signet Bank ، و Bank of America ، و United Guaranty ، و SAIC (بما في ذلك تعاون غريب إلى حد ما مع شركة تطوير الويب التي أنشأت موقع Dr Ruth sex)، و Novell وموقع ويب كبير قام بإدارة المحتوى وعرضه، أي المواد الإباحية. كان من المأمول أن نوفيل كونها شركة يعمل في المقام الأول من قوم مورمان جامد في ولاية يوتا لن تعرف أبدا عن نظرائهم أقل احتراما إلى حد ما.
في 29 يوليو 1999، أعلنت Continuus Software عن طرح عام لإدراج أسهمها في بورصة ناسداك. في أكتوبر 2000، وافقت شركة البرمجيات السويدية Telelogic ، على شراء Continuus Software في صفقة تبلغ قيمتها 42 مليون دولار. تحت Telelogic ، تمت إعادة تسمية Continuus إلى التآزر. كما حصلت مؤخراً على QSS وخط إنتاج DOORS. نتيجة لذلك، في صيف عام 2001، قررت الاستغناء عن موظفي منظمة Continuus Professional Services بالكامل بحجة أن قوم خدمات QSS سيكونون قادرين على دعم كلا المنتجين. لم تنجح هذه الاستراتيجية بشكل جيد، وتمكّن بعض من قوم الخدمات السابقة من العثور على وظائف استشارية مع عملاء Continuus. في عام 2008، أعلنت IBM أنها اشترت Telelogic. تمت إضافة التآزر إلى مجموعة أدوات SCM الخاصة بـ IBM من أدوات SCM وسميت التآزر العقلاني.